# Peter Heppner
Peter Heppner (ur. 7 września 1967 w Hamburgu) – niemiecki wokalista.
Razem z Markusem Reinhardtem i Pompejo Ricciardim stworzył w 1987 roku zespół o nazwie Wolfsheim. Współpracował z wieloma artystami, takimi jak Paul van Dyk, Schiller, Goethes Erben czy Joachim Witt.

## Dyskografia

### Albumy studyjne
- 2008 – Solo
- 2012 – My heart of Stone

### Współpraca
- 2010: z Nena, singiel Haus Der Drei Sonnen
- 2006: z Schiller, DVD Tagtraum
- 2006: Vielleicht z Jose Alvarez-Brill, płyta Alvarez Presents Zeitmaschine Remixed
- 2005: z Paul van Dyk, singiel Wir sind Wir
- 2005: z Milu, płyta No Future in Gold
- 2004: z Milu, singiel Aus Gold
- 2004: z Schiller, DVD Live ErLeben
- 2004: z Paul van Dyk, płyta ReReflexions
- 2004: z Paul van Dyk, singiel Wir sind wir
- 2004: z Schiller, DVD Leben
- 2004: z Schiller, singiel Leben...I Feel You
- 2003: z Schiller, płyta Leben (status Złotej Płyty w Niemczech)
- 2001: z Alice2, płyta Brave New World
- 2001: z Goethes Erben, płyta Nichts bleibt wie es war
- 2001: z Goethes Erben, singiel Glasgarten
- 2001: z Schiller, płyta Weltreise (status Złotej Płyty w Niemczech)
- 2001: z Schiller, singiel Dream Of You (Echo-niem. odpowiednik dla brytyjskiej Grammy: Nationaler Dance Act Schiller z Heppner)
- 2000: z Heal Yourself Projekt, singiel Heal Yourself (Projekt dla Nordoff/Robbins Stiftung)
- 2000: z Umbra Et Imago, płyta Mea Culpa
- 1998: z Joachim Witt, płyta Bayreuth I
- 1998: z Joachim Witt, singiel Die Flut (status Platynowej i Złotej Płyty w Niemczech)
- 1996: z Umbra Et Imago, płyta Mystica Sexualis
- 1993: z Umbra Et Imago, płyta Infantile Spiele
- 1992: z Girls Under Glass, płyta Darius

### Single
- 2008: singiel Alleinesein
- 2012: singiel Meine Welt

## Z zespołem Wolfsheim

### Albumy studyjne
- 2003: Casting Shadows (status Platynowej i Złotej Płyty w Niemczech)
- 1999: Spectators (status Złotej Płyty w Niemczech)
- 1997: Hamburg-Rom
- 1996: Dreaming Apes
- 1995: 55578
- 1993: Popkiller
- 1992: No Happy View

### Single
- 2004: Blind -piosenka do filmu Erbsen auf Halb Sechs (Lars Büchel)-
- 2003: Find You're Here
- 2003: Kein Zurück (status Złotej Płyty w Niemczech)
- 1999: Sleep Somehow -Vinyl only-
- 1999: Künstliche Welten
- 1998: It's Hurting for The First Time -piosenka do filmu Liebe Deine Nächste (Detlev Buck)-
- 1998: Once In a Lifetime
- 1996: A New Starsystem Has Been Explored
- 1995: Closer Still
- 1994: Elias
- 1993: Now I Fall
- 1992: Thunderheart
- 1992: It's Not Too Late
- 1991: The Sparrows And The Nightingales

### DVD
- 2002: Kompendium